# Djurgården

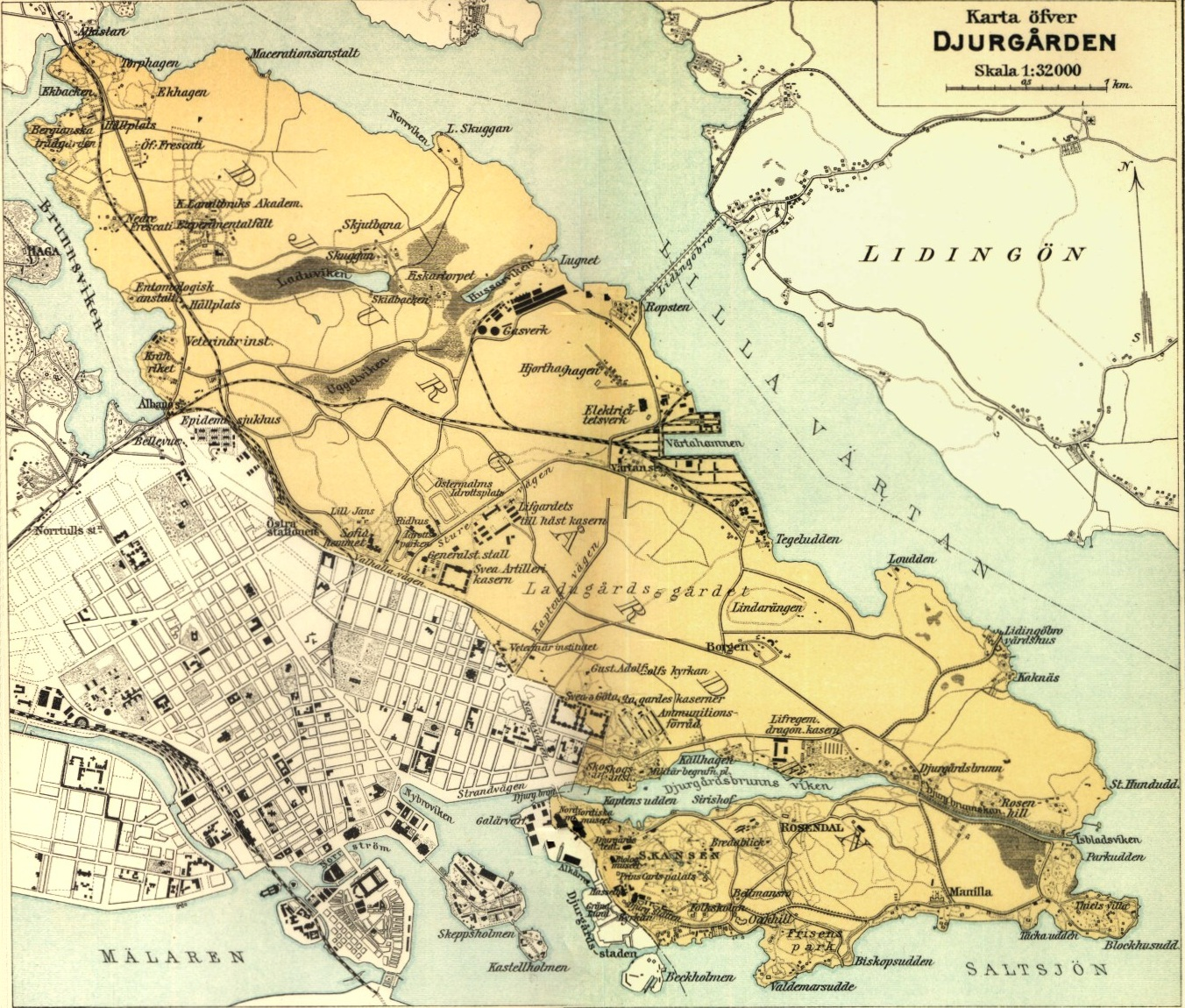
Kaart van Djurgården in 1907

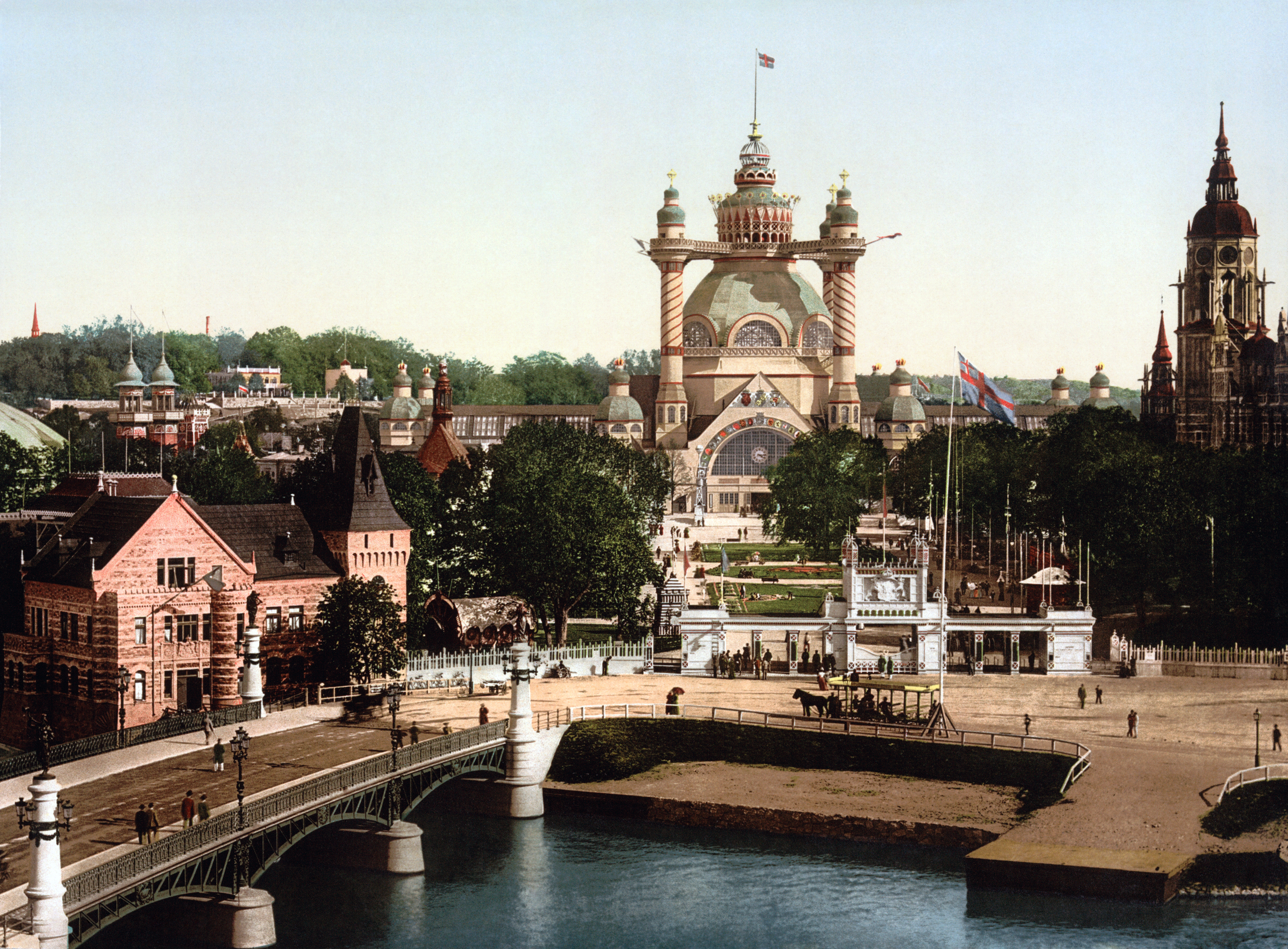
Fotochroom uit 1897 met zicht op de tentoonstellingshal en het Noords museum

Djurgården (uitspraak: juurgoorden) is een stadsdistrict van het stadsdeel Östermalm, dat het op een na grootste eiland van de Zweedse hoofdstad Stockholm uitmaakt. Het eiland ligt in het oosten van Stockholm. Het stadsdistrict Djurgården vormt zelf een schiereiland, bevat een parkgebied en is een populaire bestemming voor dagtoerisme. Djurgården heeft ongeveer 800 inwoners, is 279 hectare groot en wordt door een ruim 10 kilometer lang strand omgeven. Officieel heet het eiland Valdemarsön, maar die naam wordt praktisch niet gebruikt.
De naam Djurgården (te vertalen als "De Diergaarde") slaat op het feit dat hier vroeger de koninklijke jachtgronden waren. Het gebied heeft zich door de geschiedenis heen ontwikkeld van een koninklijk privégebied naar een algemeen toegankelijk nationaal park. Omdat de grond nog steeds eigendom van het rijk is, zijn er veel rijksmusea gelegen.

## Bezienswaardigheden
Op het schiereiland liggen een aantal musea, waaronder het beroemde Vasamuseum en The Viking Museum en is er een bekend attractiepark annex dierentuin en openluchtmuseum te vinden, Skansen geheten. Ook bevindt zich hier het monument ter nagedachtenis aan de slachtoffers van het scheepsongeluk met de Estonia. Het pretpark Gröna Lund, het ABBA-museum en het Astrid Lindgren-museum Junibacken zijn eveneens hier gelegen. Naar Djurgården rijdt een museumtram vanaf Norrmalmstorg en men kan er ook met de pont vanaf Slussen naartoe.
Er staan verschillende publieke kunstwerken op het eiland, zoals Fången viking (1878), Orfeus (1905), het Ruiterstandbeeld van Karel XV (1909) en het Ruiterstandbeeld van Karel X Gustaaf (1917).
Bij de begraafplaats Galärvarvskyrkogården ligt het Estonia-monument.